# Campeonato Mundial de Atletismo Sub-20 de 2018 - 400 m feminino
A prova dos 400 metros feminino do Campeonato Mundial de Atletismo Sub-20 de 2018 ocorreu entre os dias 10 e 12 de julho no Estádio de Tampere  em Tampere, na Finlândia. 

## Recordes
Antes desta competição, os recordes mundiais e do campeonato nesta prova eram os seguintes:
|     | Nome              | Nacionalidade  | Tempo | Local       | Data                 |
| --- | ----------------- | -------------- | ----- | ----------- | -------------------- |
| WJR | Grit Breuer       | Alemanha       | 49.42 | Tóquio      | 27 de agosto de 1991 |
| CR  | Ashley Spencer    | Estados Unidos | 50.50 | Barcelona   | 13 de julho de 2012  |
| WJL | Sydney McLaughlin | Estados Unidos | 50.07 | Gainesville | 30 de março de 2018  |

## Medalhistas
| Ouro           | Prata               | Bronze              |
| Hima Das (IND) | Andrea Miklós (ROU) | Taylor Manson (USA) |

## Cronograma
Todos os horários são locais (UTC+2).
| Data        | Hora  | Evento    |
| ----------- | ----- | --------- |
| 10 de julho | 16:40 | Bateria   |
| 11 de julho | 18:25 | Semifinal |
| 12 de julho | 20:10 | Final     |

## Resultados

### Bateria
Qualificação: Os 4 primeiros de cada bateria (Q) e os 4 tempos mais rápidos (q). 
| Posição | Bateria | Atleta                     | Nacionalidade        | Tempo   | Notas           |
| ------- | ------- | -------------------------- | -------------------- | ------- | --------------- |
| 1       | 4       | Hima Das                   | Índia                | 52.25   | Q               |
| 2       | 1       | Taylor Manson              | Estados Unidos       | 52.68   | Q               |
| 3       | 4       | Stacey-Ann Williams        | Jamaica              | 52.71   | Q,              |
| 4       | 2       | Mary Moraa                 | Quénia               | 52.85   | Q,              |
| 5       | 3       | Ella Connolly              | Austrália            | 52.99   | Q,              |
| 6       | 2       | Andrea Miklós              | Roménia              | 53.14   | Q               |
| 7       | 3       | Tiffani Silva              | Brasil               | 53.18   | Q               |
| 8       | 3       | Roxana Gómez               | Cuba                 | 53.19   | Q               |
| 9       | 1       | Davicia Patterson          | Irlanda              | 53.20   | Q               |
| 10      | 2       | Elisabetta Vandi           | Itália               | 53.51   | Q,              |
| 11      | 1       | Stella Wonruku             | Uganda               | 53.55   | Q               |
| 12      | 2       | Frehiywot Wondie           | Etiópia              | 53.59   | Q               |
| 13      | 1       | Sharelle Samuel            | Canadá               | 53.62   | Q,              |
| 14      | 4       | Ashlan Best                | Canadá               | 53.91   | Q,              |
| 15      | 4       | Fiordaliza Cofil           | República Dominicana | 54.13   | Q               |
| 16      | 5       | Jisna Mathew               | Índia                | 54.32   | Q               |
| 17      | 1       | Nuo Liang                  | China                | 54.33   | q,              |
| 18      | 2       | Giovana Rosalia dos Santos | Brasil               | 54.35   | q               |
| 19      | 5       | Amanda Crawford            | Granada              | 54.37   | Q               |
| 20      | 1       | Angie Melisa Palacios      | Colômbia             | 54.42   | q,              |
| 21      | 3       | Shalysa Wray               | Ilhas Cayman         | 54.48   | Q               |
| 22      | 4       | Yu Zhou                    | China                | 54.49   | q,              |
| 23      | 4       | Martina Weil               | Chile                | 54.52   |                 |
| 24      | 3       | Camilla Pitzalis           | Itália               | 54.59   | Recorde pessoal |
| 25      | 2       | Ciara Deely                | Irlanda              | 54.69   |                 |
| 26      | 5       | Veronica Vancardo          | Suíça                | 54.93   | Q               |
| 27      | 5       | Laura Kaufmann             | Alemanha             | 54.96   | Q               |
| 28      | 2       | Mette Baas                 | Finlândia            | 55.42   |                 |
| 29      | 3       | Milagros Durán             | República Dominicana | 55.56   |                 |
| 30      | 5       | Symone Mason               | Estados Unidos       | 55.66   |                 |
| 31      | 5       | Mahilet Fikre              | Etiópia              | 55.88   |                 |
| 32      | 4       | Tetyana Kaysen             | Ucrânia              | 57.14   |                 |
| 33      | 3       | Nicola Gibbon              | África do Sul        | 57.90   |                 |
| 34      | 5       | Maria Alejandra Carmona    | Nicarágua            | 58.39   | Recorde pessoal |
| 35      | 1       | Marlie Viljoen             | África do Sul        | 59.01   |                 |
| 36      | 1       | Aishath Himna Hassan       | Maldivas             | 59.76   | NJR             |
| 37      | 5       | Patricija Karlina Roshofa  | Letónia              | 1:00.08 |                 |
|         | 3       | Rae-Anne Serville          | Trindade e Tobago    | DNF     |                 |
|         | 2       | Pamela Milano              | Venezuela            | DNS     |                 |

### Semifinal
Qualificação: Os 2 primeiros de cada bateria (Q) e os 2 tempos mais rápidos (q). 
| Posição | Bateria | Atleta                     | Nacionalidade        | Tempo | Notas                |
| ------- | ------- | -------------------------- | -------------------- | ----- | -------------------- |
| 1       | 1       | Hima Das                   | Índia                | 52.10 | Q                    |
| 2       | 1       | Andrea Miklós              | Roménia              | 52.48 | Q                    |
| 3       | 3       | Ella Connolly              | Austrália            | 52.78 | Q,                   |
| 4       | 3       | Mary Moraa                 | Quénia               | 52.98 | Q                    |
| 5       | 1       | Stacey-Ann Williams        | Jamaica              | 53.00 | q                    |
| 6       | 2       | Taylor Manson              | Estados Unidos       | 53.00 | Q                    |
| 7       | 2       | Ashlan Best                | Canadá               | 53.24 | Q,                   |
| 8       | 1       | Elisabetta Vandi           | Itália               | 53.24 | q, NJR               |
| 9       | 2       | Roxana Gómez               | Cuba                 | 53.26 |                      |
| 10      | 2       | Tiffani Silva              | Brasil               | 53.30 |                      |
| 11      | 3       | Davicia Patterson          | Irlanda              | 53.57 |                      |
| 12      | 1       | Sharelle Samuel            | Canadá               | 53.68 |                      |
| 13      | 2       | Jisna Mathew               | Índia                | 53.86 |                      |
| 14      | 2       | Fiordaliza Cofil           | República Dominicana | 53.94 |                      |
| 15      | 1       | Yu Zhou                    | China                | 54.00 | Recorde da temporada |
| 16      | 3       | Frehiywot Wondie           | Etiópia              | 54.14 |                      |
| 17      | 3       | Giovana Rosalia dos Santos | Brasil               | 54.30 |                      |
| 18      | 1       | Shalysa Wray               | Ilhas Cayman         | 54.32 |                      |
| 19      | 1       | Stella Wonruku             | Uganda               | 54.32 |                      |
| 20      | 3       | Amanda Crawford            | Granada              | 54.36 |                      |
| 21      | 2       | Laura Kaufmann             | Alemanha             | 54.91 |                      |
| 22      | 3       | Veronica Vancardo          | Suíça                | 55.13 |                      |
| 23      | 3       | Nuo Liang                  | China                | 55.51 |                      |
|         | 2       | Angie Melisa Palacios      | Colômbia             | DNS   |                      |

### Final
A prova final foi realizada no dia 12 de julho às 20:10. 
| Posição           | Raia | Atleta              | Nacionalidade  | Tempo | Notas           |
| ----------------- | ---- | ------------------- | -------------- | ----- | --------------- |
| Medalha de ouro   | 4    | Hima Das            | Índia          | 51.46 |                 |
| Medalha de prata  | 3    | Andrea Miklós       | Roménia        | 52.07 | Recorde pessoal |
| Medalha de bronze | 6    | Taylor Manson       | Estados Unidos | 52.28 |                 |
| 4                 | 5    | Ella Connolly       | Austrália      | 52.82 |                 |
| 5                 | 7    | Mary Moraa          | Quénia         | 52.94 |                 |
| 6                 | 1    | Stacey-Ann Williams | Jamaica        | 53.23 |                 |
| 7                 | 2    | Elisabetta Vandi    | Itália         | 53.40 |                 |
| 8                 | 8    | Ashlan Best         | Canadá         | 53.59 |                 |

Legenda
| Recorde mundial       | Recorde mundial (World record)               |                       | Recorde africano                      | Recorde africano (African) |                                           | Q | Classificado por posição (Qualified) |
| Recorde do campeonato | Recorde do campeonato (Championship record)  | Recorde da América    | Recorde da América (Americas)         | q                          | Classificado por melhor tempo (Qualified) |   |                                      |
| Melhor marca do ano   | Melhor marca do ano (World leading)          | Recorde asiático      | Recorde asiático (Asian)              | DNS                        | Não largou (Did not start)                |   |                                      |
| Recorde nacional      | Recorde nacional (National record)           | Recorde europeu       | Recorde europeu (European)            | DNF                        | Não terminou (Did not finish)             |   |                                      |
| Recorde pessoal       | Recorde pessoal do atleta (Personal best)    | Recorde da Oceania    | Recorde da Oceania (Oceania)          | DSQ / DQ                   | Desclassificado (Disqualified)            |   |                                      |
| Recorde da temporada  | Recorde da temporada do atleta (Season best) | Recorde sul-americano | Recorde sul-americano (South America) | NM                         | Sem marca (No mark)                       |   |                                      |